# Agnès Bénassy-Quéré
Pour les articles homonymes, voir Quéré.
Agnès Bénassy-Quéré (née le 15 mars 1966) est une économiste française spécialiste de macroéconomie, chef économiste de la direction générale du Trésor de juin 2020 à février 2023, et seconde sous-gouverneure de la Banque de France depuis lors. Elle est également professeur à l'université Paris 1 Panthéon-Sorbonne et à l'École d'économie de Paris. 
Elle a été membre membre du Haut Conseil de stabilité financière, du conseil général de la Banque de France et du conseil des prélèvements obligatoires. Elle a reçu le premier prix du meilleur jeune économiste de France en 2000 avec Bruno Amable. Elle fut présidente-déléguée au Conseil d'analyse économique entre octobre 2012 et septembre 2018. Elle est membre (en congé) du Cercle des économistes.

## Biographie

### Formation
Diplômée en 1987 d'ESCP Business School, Agnès Bénassy-Quéré est docteur en économie, ayant soutenu en 1992 à l'université Paris-Dauphine sa thèse « Détermination des taux de change dans un modèle macroéconomique multinational » ; son directeur de thèse était Henri Sterdyniak. Par ailleurs habilitée à diriger les recherches (HDR) en sciences économiques en 1995, elle est reçue à l'agrégation de sciences économiques en 1996.

### Parcours professionnel

#### Activités d'enseignement
- 1993-1996 : Maître de conférences à l’université de Cergy-Pontoise
- 1996-1999 : Professeur à l’université Lille II
- 2000-2004 : Professeur à l'université Paris-Ouest Nanterre
- Depuis 2004: Professeur d’économie à l’université Paris I Panthéon-Sorbonne et à l'École d'économie de Paris
- 2009-2011 : Professeur chargée de cours à l'École polytechnique

#### Activités de recherche
Agnès Bénassy-Quéré travaille dans les domaines de l'économie monétaire internationale, l'intégration européenne, et la politique économique.
- 1991-1992 : Économiste au bureau de la politique économique du ministère des Finances et de l’Industrie
- 1998-2006 : Directrice adjointe du Centre d'études prospectives et d'informations internationales (CEPII)
- 2006-2012 : Directrice du CEPII[5]
- 2012-2018 : Présidente déléguée du Conseil d'analyse économique
- 2017-2018 : Présidente de l'Association française de science économique (AFSE)[6]
- 2020-2023 : chef économiste de la direction générale du Trésor[7], en remplacement de Michel Houdebine.
- Depuis 2023 : seconde sous-gouverneure de la Banque de France[8], en remplacement de Sylvie Goulard

#### Activités médiatiques
Elle a animé une chronique, « Les idées claires », tous les jeudis matin dans l'émission Les Matins sur France Culture pendant 3 saisons, de septembre 2011 à juillet 2014.

### Décorations
- Chevalière de la Légion d'honneur (2012)[10]
- Officière de l'ordre national du Mérite (2018)[11]

## Publications
- Les Taux d’intérêt[12], avec Laurence Boone et Virginie Coudert, La Découverte, 1999  (ISBN 9782707185860)
- Économie de l’euro[13], avec Benoît Cœuré, La Découverte, 2002  (ISBN 9782707182463)
- La Crise comme symptôme, ses enjeux éthiques[14], avec Dominique Lamoureux et Bernard Esambert
- Participation à l'ouvrage Éthique et crise financière, coll. « Éthique en contexte », 2009  (ISBN 978-2-296-10875-2), compte rendu du colloque de 2009 « Éthique et crise financière »[15]
- Politique économique[16], avec Benoît Cœuré, Pierre Jacquet et Jean Pisani-Ferry, De Boeck, 2012 (3 nouvelles éditions depuis)  (ISBN 9782804170905)
- « L'économiste dans la cité »[17], 2017, note du Conseil d'analyse économique, avec Jean Tirole et Olivier Blanchard